# Zbigniew Kołaciński
 Zbigniew Kołaciński (ur. 1944 w Łodzi) – polski naukowiec pracujący w dyscyplinie elektrotechniki i specjalizujący się w zagadnieniach inżynierii i ochrony środowiska, technologii plazmowej oraz nanotechnologii. Profesor Politechniki Łódzkiej oraz Polskiej Akademii Nauk. Od wielu lat kieruje pracami międzywydziałowej grupy naukowców związanej z opracowaniem technologii wytwarzania oraz syntezą nowych materiałów o wyjątkowych właściwościach.

## Życiorys
W latach 1979–80 pracował za granicą jako research fellow w Uniwersytecie Technicznym w Eindhoven (fizyka plazmy) i w latach 1988-94 jako academic visitor w University of Strathclyde, gdzie prowadził prace badawcze z zakresu technologii plazmowych będąc jednocześnie promotorem pracy doktorskiej i magisterskiej. Był wykładowcą na kilku chińskich uniwersytetach i instytutach naukowo-badawczych: Xi’an Jiaotong University (1986, 1988), Tianjin University of Technology (1988) oraz Shanghai Electrical Apparatus Research Institute (1988).
Jest autorem książki Thermodynamics of short arc plasma, która została wydana w językach: angielskim i chińskim.
Przez wiele lat pracował w Katedrze Aparatów Elektrycznych na Politechnice Łódzkiej. W roku 2010 rozpoczął pracę na stanowisku profesora zwyczajnego w Instytucie Mechatroniki i Systemów Informatycznych Politechniki Łódzkiej.
Tytuł doktora nauk technicznych uzyskał w roku 1973. Rozprawę habilitacyjną obronił w 1984, zaś tytuł profesora otrzymał w roku 1994.
Dla swoich prac badawczych uzyskiwał już w latach 80. finansowanie ze Wspólnoty Europejskiej (projekt CIPA 3511 PL 922743). Był koordynatorem ze strony polskiej projektu TEMPUS JEP 1785/91 (1991-95). W latach 2001–2004 był pierwszym w Polsce europejskim koordynatorem projektów badawczych Unii Europejskiej: UE WASTILE GRD1-2000-25038, UE NAS-WASTILE GRD3-2001-60008 oraz UE ILE IMS-2001-00020.
Od 2000 roku uczestniczył  w realizacji 15 projektów badawczych. Najważniejsze projekty, którymi kierował to:
- Projekt UE – 5 Program Ramowy pt. A Generic Plasma-Arc Process for Toxic Waste Destruction with Co-Generation of High Value Construction Materials,
- Projekt UE – 5 Program Ramowy pt. Adding Value to Plasma Vitrified Ashes by Conversion them into Foamed Glass Construction Materials,
- Projekt UE – pt. Industrial Liquid Effluents,
- Projekt badawczy zamawiany MNiI pt: Plazmowy Utylizator Odczynników Chemicznych,
- Projekt badawczy rozwojowy MNiSW pt: Opracowanie i demonstracja urządzenia do wytwarzania nanorurek węglowych w plazmie mikrofalowej o ciśnieniu atmosferycznym,
- Projekt badawczy własny MNiSW pt: Badanie wpływu zewnętrznego pola magnetycznego na właściwości plazmy łukowej warunkujące efektywną syntezę nanorurek węglowych,
- Projekt badawczy rozwojowy MNiSW pt: Plazmowy system ciągłej syntezy nanorurek węglowych na podłożu ruchomym,
- Projekt badawczy NCBiR pt: Opracowanie technologii elektromagnetycznego nagrzewania nanozasobników ferromagnetyka dla selektywnej termoablacji komórek nowotworowych.

W swoim dorobku posiada następujące patenty: Reaktor plazmowy A1 (21) 359432, (22) 2003 03 31 7(51)H05B 7/144, Piec plazmowy A1 (21) 377673, (22) 17 10 2005 H05B7/18 H05H1/48, Reaktor plazmowy P-382736.
Jest autorem lub współautorem około 280 artykułów prezentowanych na konferencjach i publikowanych w czasopismach naukowych. Jest członkiem Sekcji Wielkich Mocy Komitetu Elektrotechniki Polskiej Akademii Nauk oraz Komisji Chemii Plazmy Niskotemperaturowej Oddziału Lubelskiego Polskiej Akademii Nauk. Jest recenzentem i audytorem technicznym projektów zintegrowanych z zakresu nanotechnologii dla Directorate General for Research European Commission.
Dzięki bogatemu doświadczeniu w zarządzaniu projektami został zaproszony do prowadzenia wielu projektów z zakresu nanotechnologii na studiach międzynarodowych w Politechnice Łódzkiej (International Faculty of Engineering).